# Kwelchouffe
Kwelchouffe is een Belgisch sterk blond bier gebrouwen door Brasserie d'Achouffe. Dit bier staat bekend om zijn unieke smaakprofiel en hoge alcoholpercentage van 8,5%. Het heeft een gouden kleur en een stevige schuimkraag, met aroma's van citrusvruchten, kandijsuiker en een vleugje kruiden.
Hoewel Kwelchouffe niet meer in productie is, blijft het een geliefd bier onder liefhebbers vanwege zijn frisse en fruitige smaak, lichte bitterheid en drinkbaarheid. Het bier werd vaak vergeleken met andere bekende Belgische bieren zoals Duvel en Leffe, maar onderscheidde zich door zijn eigen karakter en vakmanschap.